# 이름-값 쌍

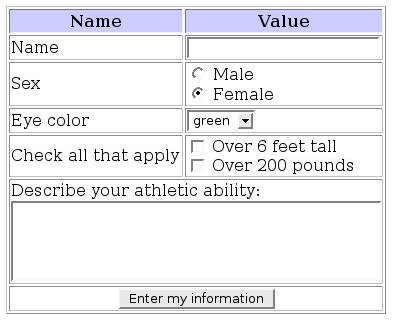
웹 폼의 예시

이름-값 쌍(name–value pair), 속성-값 쌍, 키-값 쌍 또는 필드-값 쌍은 컴퓨팅 시스템 및 애플리케이션의 기본 데이터 표현이다. 설계자는 기존 코드나 데이터를 수정하지 않고도 향후 확장이 가능한 개방형 데이터 구조를 원하는 경우가 많다. 이러한 상황에서 데이터 모델의 전체 또는 일부는 각 요소가 속성-값 쌍인 <속성 이름, 값> 형식의 2-튜플 모음으로 표현될 수 있다. 특정 애플리케이션과 프로그래머가 선택한 구현에 따라 속성 이름은 고유할 수도 있고 그렇지 않을 수도 있다.

## 사용 예시
- RFC 2822 헤더의 전자우편[1]
- 오픈스트리트맵
- 윈도우 레지스트리
- 환경 변수

## 같이 보기
- 속성 (컴퓨터 과학)
- 키-값 데이터베이스